# Ley de nacionalidad japonesa

Bandera de Japón

Emblema imperial de Japón

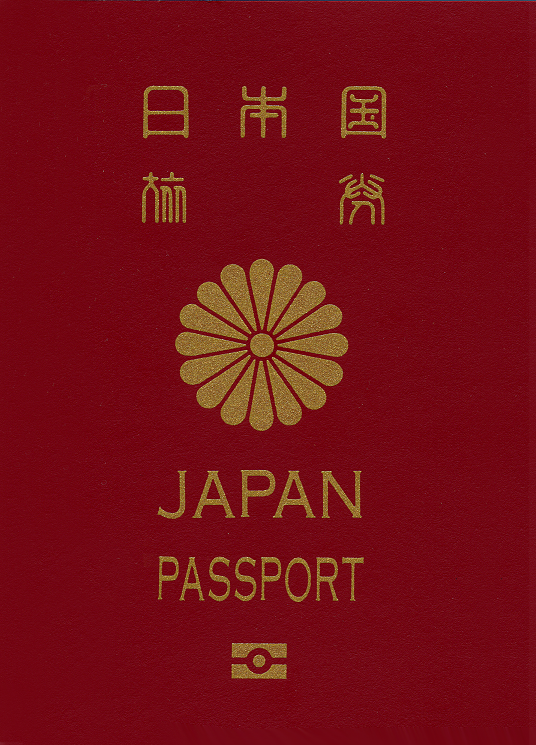
Pasaporte japonés

La nacionalidad japonesa es una designación legal y un conjunto de derechos otorgados a aquellas personas que han cumplido con los criterios de ciudadanía por paternidad o por naturalización. La nacionalidad está bajo la jurisdicción del Ministro de Justicia y generalmente se rige por la Ley de Nacionalidad de 1950.

## Nacionalidad por nacimiento
Japón es un estado estricto de ius sanguinis en oposición al estado de ius soli, lo que significa que atribuye la ciudadanía por sangre y no por lugar de nacimiento. En la práctica, puede ser por parentesco y no por descendencia. El artículo 2 de la Ley de Nacionalidad establece tres situaciones en las que una persona puede convertirse en japonés al nacer:
1. Cuando cualquiera de los padres es ciudadano japonés al momento del nacimiento.
2. Cuando el padre muere antes del nacimiento y es ciudadano japonés al instante de la muerte.
3. Cuando la persona nace en suelo japonés y ambos padres son desconocidos o apátridas.

También existe la posibilidad de adquirir la nacionalidad por nacimiento después de que este ha ocurrido. Si un padre japonés no casado y una madre no japonesa tienen un hijo, los padres se casan más tarde, y el padre japonés reconoce la paternidad, el niño puede adquirir la nacionalidad japonesa, siempre que el niño no haya cumplido los 20 años. La Ley de Nacionalidad Japonesa vigente desde 1985 establecía que si los padres no estaban casados al momento del nacimiento, el niño no adquiriría la nacionalidad japonesa. Esto cambió en 2008, cuando el Tribunal Supremo de Japón dictaminó que negar la nacionalidad a los hijos de madres extranjeras y padres japoneses nacidos fuera del matrimonio es inconstitucional, pero mantuvo la condición de que estos debían ser reconocidos por el padre mientras el bebé todavía estuviera en el útero.

## Nacionalización
La naturalización en Japón requiere que el solicitante renuncie a su(s) ciudadanía(s) actual(es) antes o después, dependiendo de la nacionalidad, la naturalización tiene lugar si la pérdida de la nacionalidad no ocurre automáticamente. El gobierno japonés no tiene reglas estrictas para el proceso de naturalización, aunque los documentos que debe recopilar el solicitante de su país de origen pueden llevar bastante tiempo. Los requisitos básicos de naturalización difieren de persona a persona, independientemente de qué nacionalidad tenga el solicitante y dependiendo del estado actual del solicitante en Japón. A diferencia de la mayoría de los países, el solicitante no tiene que ser un residente permanente para postular a la naturalización japonesa.
Los criterios para la naturalización se establecen en el Artículo 5 de la Ley de Nacionalidad:
1. Residencia continua en Japón durante cinco años o más. Tres años en el caso de extranjeros casados con japoneses.
2. Por lo menos 20 años de edad y legalmente competente.
3. Historial de buen comportamiento en general y sin antecedentes de comportamiento sedicioso.
4. Suficiente capital o habilidades, ya sea personal o familiar, para mantenerse.
5. Apátrida o dispuesto a renunciar a la ciudadanía extranjera.

El Ministro de Justicia puede no aplicar los requisitos de edad y residencia si el solicitante tiene una relación especial con Japón (por ejemplo, un padre japonés). La Ley de Nacionalidad también establece que la Dieta de Japón puede conferir la nacionalidad japonesa por resolución especial a una persona que haya prestado un servicio extraordinario a Japón. Sin embargo, esta disposición nunca se ha invocado.
Aquellos que se naturalicen deben elegir un nombre legal, al igual que cualquier otro ciudadano japonés, que consista enteramente en los silabarios japoneses hiragana, katakana o los kanji aprobados, o en una combinación de estos. A veces los solicitantes recibían consejos sobre nombres japoneses, pero nunca fue un requisito elegir un nombre que suene o aparezca japonés; habiendo ejemplos a través de la historia de japoneses naturalizados que eligieron nombres legales que no parecían étnicamente japoneses. Aun así, en 1983 el Ministerio de Justicia revisó sus manuales, guías de aplicación y ejemplos para dejar en claro que es aceptable el uso de nombres de origen no japonés, escribiendo dentro de los ejemplos de transformaciones de nombres exactamente lo mismo en los espacios de “antes” y “después” de los nombres en hanja o kanji; para enfatizar que los solicitantes que provienen de culturas con nombres en caracteres chinos pueden conservar su nombre. Un conocido ejemplo de alguien que no adoptó un nombre japonés es Masayoshi Son, el hombre más rico de Japón desde 2007, que se naturalizó usando su apellido coreano en lugar del nombre de familia japonesa que utilizó durante su juventud.
El proceso de naturalización tiene tres etapas:
- Primera etapa: el solicitante debe presentarse en persona en la sucursal del Ministerio de Justicia de la ciudad donde vive, donde se le entregará un folleto en el que se explican todos los documentos y procesos necesarios, explicados en japonés. Los documentos son presentados al Ministerio de Justicia en persona, estos incluyen los formularios necesarios llenados en japonés con escritura a mano, más documentos de su país de origen y de la embajada de su país en Japón. Los documentos de su país de origen incluyen: certificación de nacimiento del solicitante, de los padres y de todos los hermanos, certificación de casamiento y divorcio del solicitante y de los padres de todas las veces que se hayan casado y divorciado, certificación de nacionalidad emitida por el gobierno del país de origen, curriculum vitae del solicitante, certificación de estudios terminados de todos los niveles escolares, antecedentes penales, etc. Todos los documentos en un idioma extranjero deben estar traducidos al japonés. Al solicitante se le proporciona un número de solicitud para correspondencia futura con el caso. Después de entregar los documentos solicitados relativos al país de origen, el extranjero deberá presentar documentos de Japón. Estos documentos, entre otros, incluyen: antecedentes penales, balance de las cuentas bancarias, documentos del trabajo que realiza en ese momento, documentos que demuestren que ha realizado la declaración de impuestos cada año, e incluso un mapa donde se muestre la distancia de la casa y de la oficina a la estación de trenes más cercana. Además de todos estos documentos, el solicitante debe presentar una carta escrita a mano y en japonés, explicando las razones por la que solicita la ciudadanía japonesa.
- Segunda etapa: el Ministerio de Justicia verifica los documentos presentados. Las entrevistas orales y escritas se programan a un mes o dos después de enviar los documentos. El solicitante debe poder hablar y expresarse en japonés, como así también responder las preguntas de la entrevista en ese mismo idioma. El entrevistador hará preguntas sobre el formulario que el solicitante completó y sobre por qué el solicitante desea adquirir la ciudadanía japonesa. Cuando los documentos están listos para ser enviados al Ministro de Justicia, el solicitante deberá firmar un formulario donde se compromete a, en caso de ser aprobada su solicitud, renunciar a su ciudadanía actual. Al final, puede haber una prueba escrita en un nivel de segundo grado de escuela primaria. En esta etapa también se incluye una visita de un funcionario del Ministerio de Justicia a la casa del extranjero.
- Tercera etapa: finalización. Se envían todos los documentos a la sede del Ministerio de Justicia en Tokio para ser revisados y se pide al solicitante que informe cualquier cambio de dirección, teléfono, trabajo, estado civil, etc. La primera solicitud puede tomar de 8 a 10 meses (o más, dependiendo del solicitante). Una vez que obtenga los resultados de Tokio, el entrevistador llamará al solicitante para informar sobre la decisión. Si la ciudadanía es otorgada, se publicará en la Gaceta Oficial de Japón inmediatamente.

## Pérdida de la ciudadanía
La pérdida de la ciudadanía requiere la aprobación del Ministro de Justicia. Se supone que un ciudadano japonés ha renunciado a su nacionalidad tras la naturalización en cualquier país extranjero.
Tras las revisiones hechas a la Ley de Nacionalidad en 1985, los artículos 14 y 15 requieren que toda persona que tenga ciudadanía múltiple haga una “declaración de elección” antes de los 22 años de edad o dentro de dos años si la segunda ciudadanía se adquiere después de los 20 años; en la que renuncie a su nacionalidad japonesa o a su(s) ciudadanía(s) extranjera(s). Si no lo hace, el ministro de Justicia puede exigir una declaración de elección en cualquier momento. Si la misma no se realiza dentro de un mes, su nacionalidad japonesa se revocará automáticamente, aunque esto no es obligatorio. Renunciar a la ciudadanía ante funcionarios japoneses puede ser considerado por un estado extranjero como sin efecto legal, como es el caso de la ciudadanía estadounidense.
Los ciudadanos japoneses que tienen múltiples ciudadanías por nacimiento y que no desean perder su ciudadanía japonesa deben declarar su deseo de conservar la ciudadanía japonesa a la edad de 21 años. Parte del cumplimiento de este requisito es “hacer un esfuerzo” para renunciar a las otras ciudadanías una vez que hayan declarado su intención de conservar la nacionalidad japonesa. Esto puede ser difícil para algunos japoneses con nacionalidad extranjera, por ejemplo, los ciudadanos iraníes no pueden renunciar a su nacionalidad iraní hasta los 25 años.
En noviembre de 2008, el miembro del Partido Democrático Liberal, Taro Kono, presentó una propuesta para permitir que los descendientes de parejas de nacionalidad mixta en los que uno de los padres sea japonés tengan más de una nacionalidad, y que a los extranjeros se les permitiera obtener la nacionalidad japonesa sin perder su ciudadanía original.

## Doble nacionalidad
Debido a lo mencionado en las secciones anteriores, es difícil tener doble ciudadanía de Japón y de otro país. Hay sin embargo algunas formas en que esto puede darse, incluyendo:
- Tener doble ciudadanía antes del 1 de enero de 1985, cuando se promulgó la Ley de Nacionalidad
- Adquirir varias ciudadanías al nacer, como nacer de un padre ciudadano no japonés y adquirir la ciudadanía de ese padre, o nacer en un país de ius soli con alguno de los padres siendo japonés. Sin embargo, deben elegir una ciudadanía antes de los 22 años (ver "Pérdida de ciudadanía" más arriba).[13]
- Adquirir la otra ciudadanía involuntariamente, como cuando una mujer japonesa se casa con un ciudadano iraní. En este caso, ella adquiere automáticamente la ciudadanía iraní[11] y se le permite tener doble nacionalidad iraní-japonesa.